# 雪拉克和弗卢雷斯
雪拉克和弗卢雷斯（法語：Scieurac-et-Flourès，法語發音：[sjøʁak e fluʁɛs]）是法国热尔省的一个市镇，属于米朗德区。该市镇总面积5.38平方公里，2009年时的人口为49人。

## 人口
雪拉克和弗卢雷斯人口变化图示